# Musée archéologique de Dion
Le musée archéologique de Dion (en grec moderne : Αρχαιολογικό Μουσείο Δίου) est situé à Dion, dans le district régional de Piérie, en Macédoine-Centrale, en Grèce. Il présente les vestiges de la ville antique de Dion et de plusieurs autres sites archéologiques de la région.
Le musée conserve de nombreux objets de la période romaine de la ville, notamment des statues, des éléments architecturaux, des monuments votifs et funéraires, des monnaies et d'autres objets découverts dans la nécropole, les sanctuaires et les bains de la ville antique. L'orgue hydraulique, les statues de Dionysos, d'Isis, d'Aphrodite Hypolympidia et des enfants d'Asclépios sont particulièrement remarquables.

## Historique
La ville antique de Dion prospéra du VIe siècle av. J.-C. au Ve siècle apr. J.-C. sur une superficie qui s'étend du centre au pourtour immédiat de la ville moderne. Le musée a été créé en 1983, à environ 500 m de la zone archéologique, pour présenter les nombreux vestiges antiques trouvés sur les lieux. D'autres objets exposés au musée ont été découverts au pied du mont Olympe, sur le site archéologique de l'ancienne Leibèthres, et plus largement dans le district régional de Piérie.

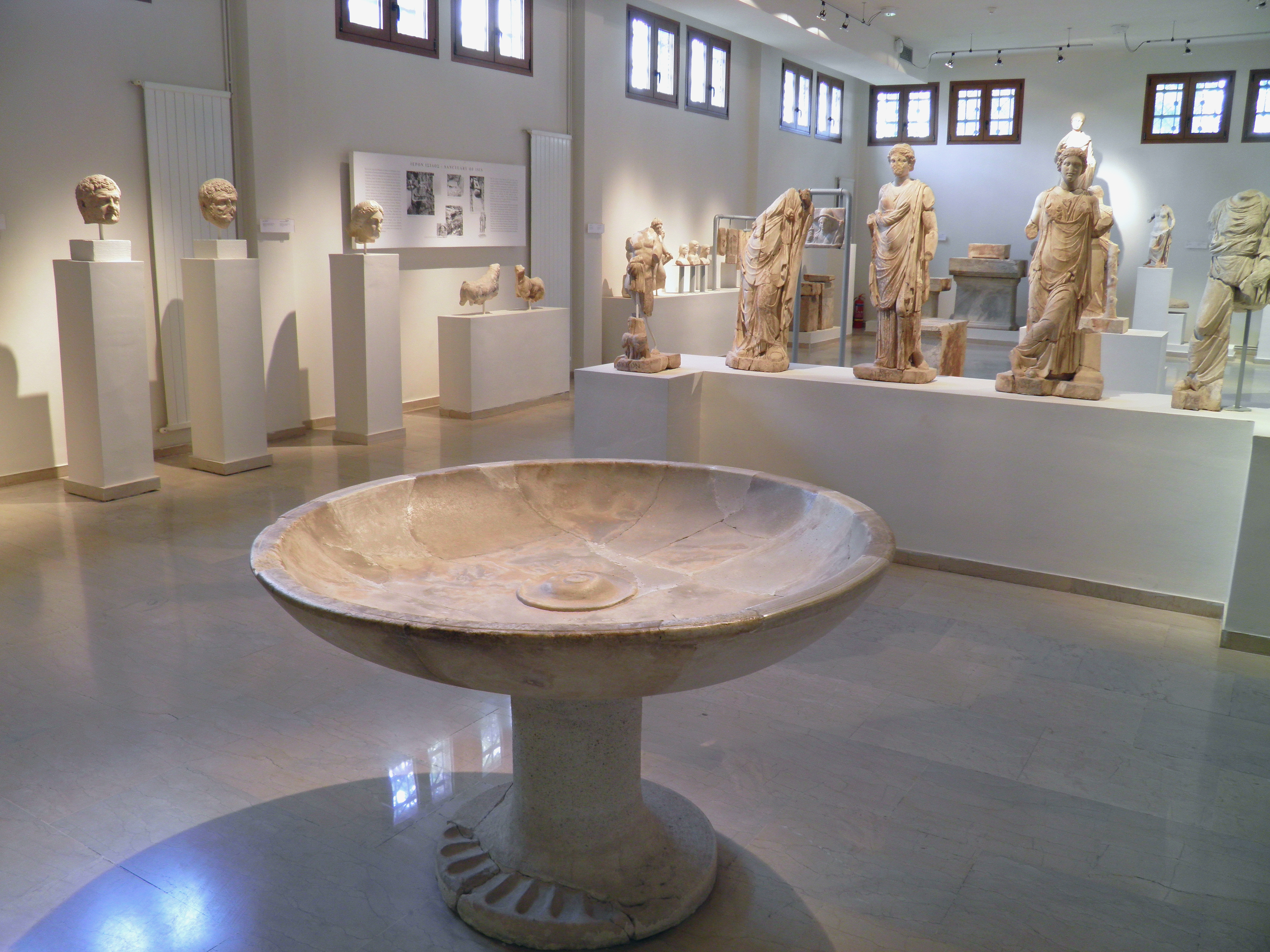
Musée de Dion.

Les premières fouilles du site archéologique de Dion ont été menées de 1928 à 1931 par Geórgios Sotiriádis (de), recteur de l'université Aristote de Thessalonique. Les travaux ont été repris trente ans plus tard par Geórgios Bakalákis. De plus grandes zones de la ville ont été fouillées à partir de 1973, sous la direction du professeur Dimítrios Pandermalís (en). Les fouilles se poursuivent toujours sous la direction de l'université de Thessalonique.

## Collections
Au rez-de-chaussée du musée se trouvent un certain nombre de statues importantes, comme la statue de Dionysos, les filles d'Asclépios et d'autres, découvertes dans les thermes antiques.

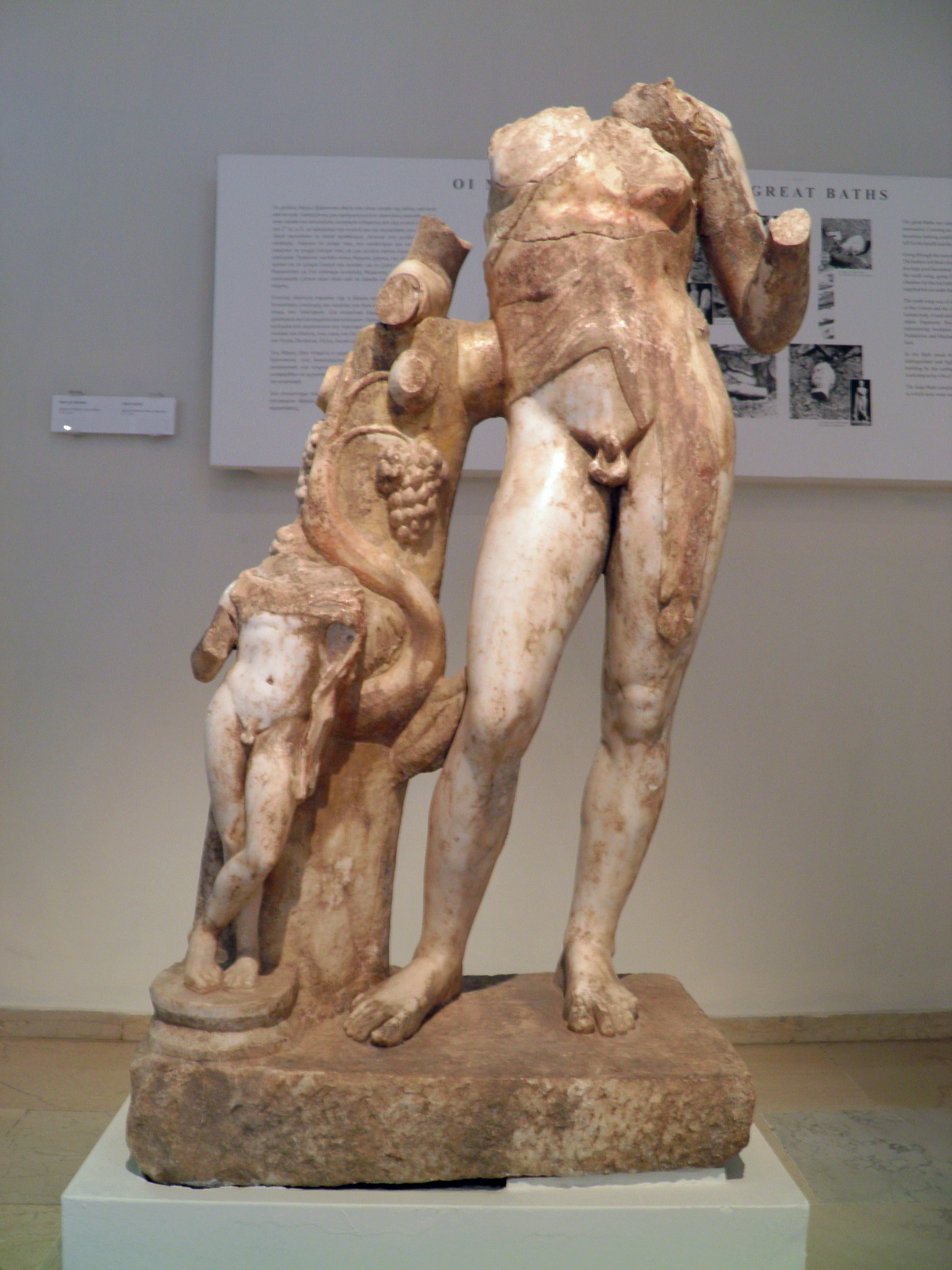
Statue de Dionysos, du frigidarium des grands thermes.
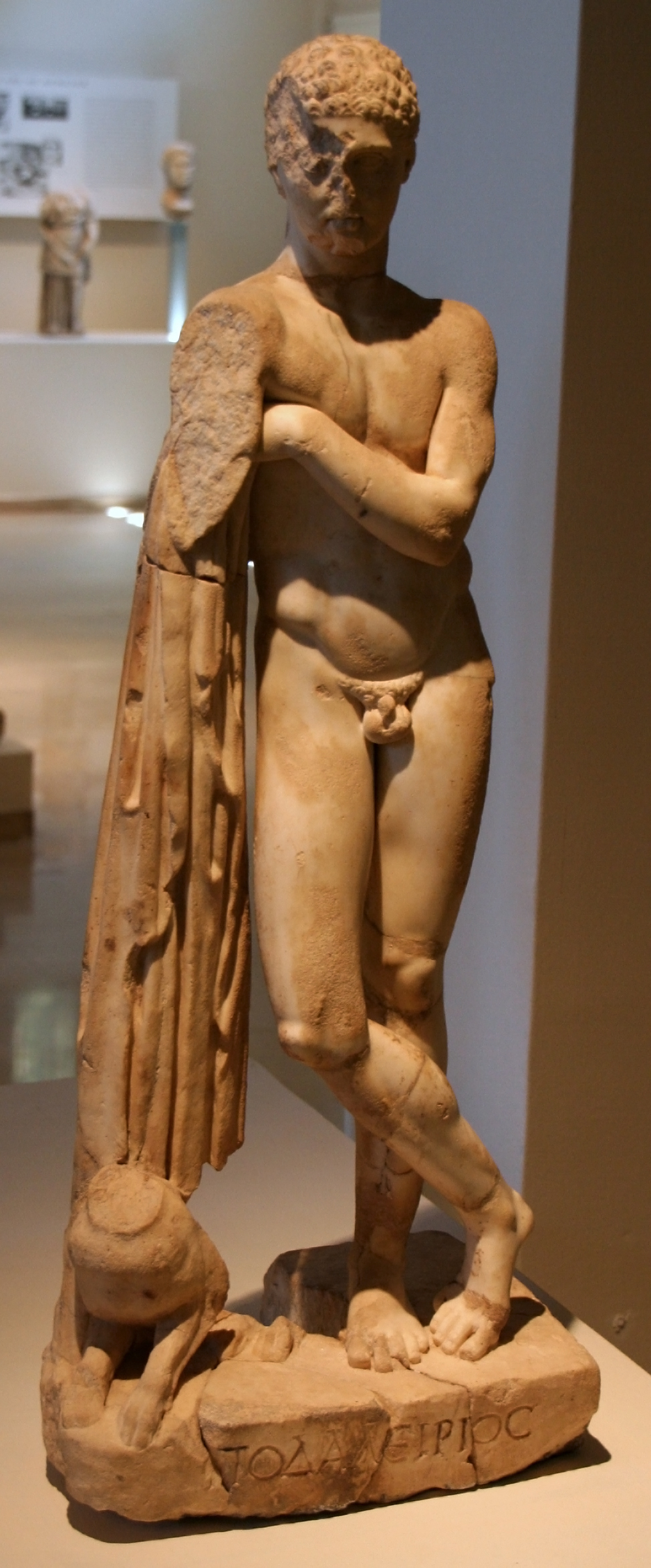
Statue de Podalire, jeune fils d'Asclépios
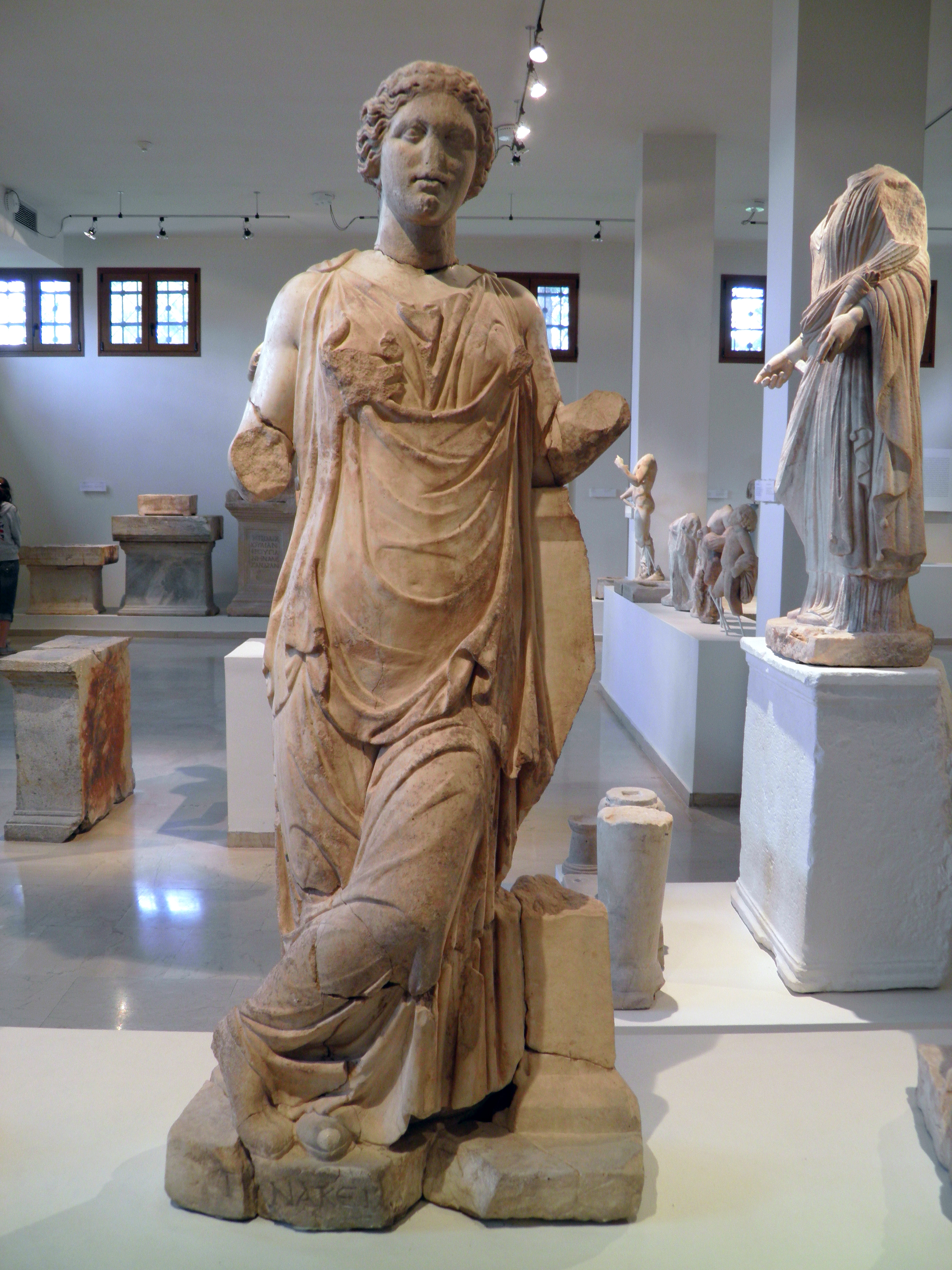
Les enfants d'Asclépios : statue de Panacée.

Les statues votives d'Isis et d'Aphrodite Hypolympidia ont été exhumées du sanctuaire d'Isis. Les têtes de Déméter ont également été retrouvées dans le sanctuaire. Le musée conserve aussi des pièces remarquables de la nécropole, notamment des offrandes votives découvertes dans des tombes macédoniennes et une vaste collection de figurines de bois.

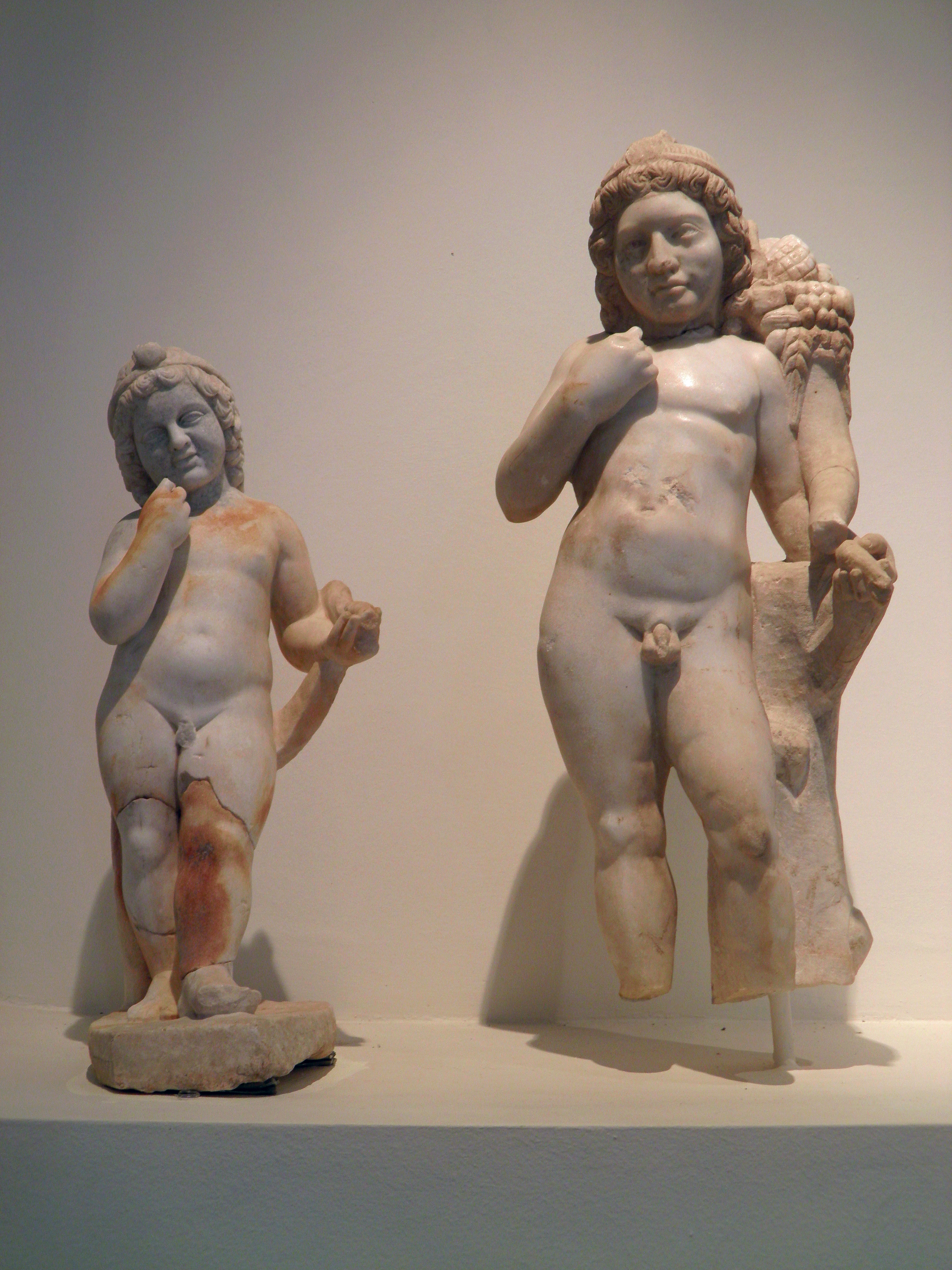
Statuettes d'Harpocrate, compagnon d'Isis, provenant du sanctuaire d'Isis.
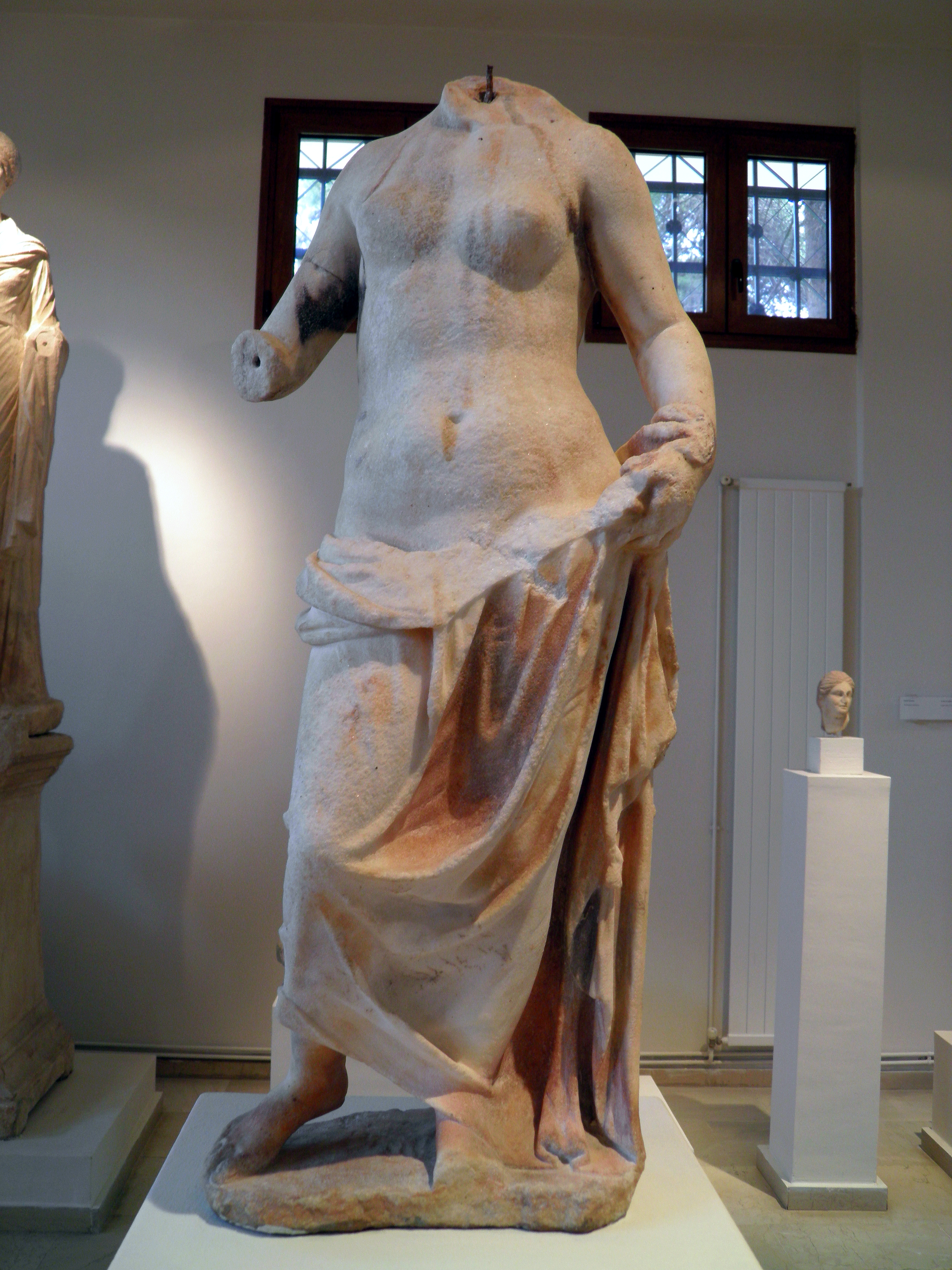
Statue d'Aphrodite, du sanctuaire d'Isis.
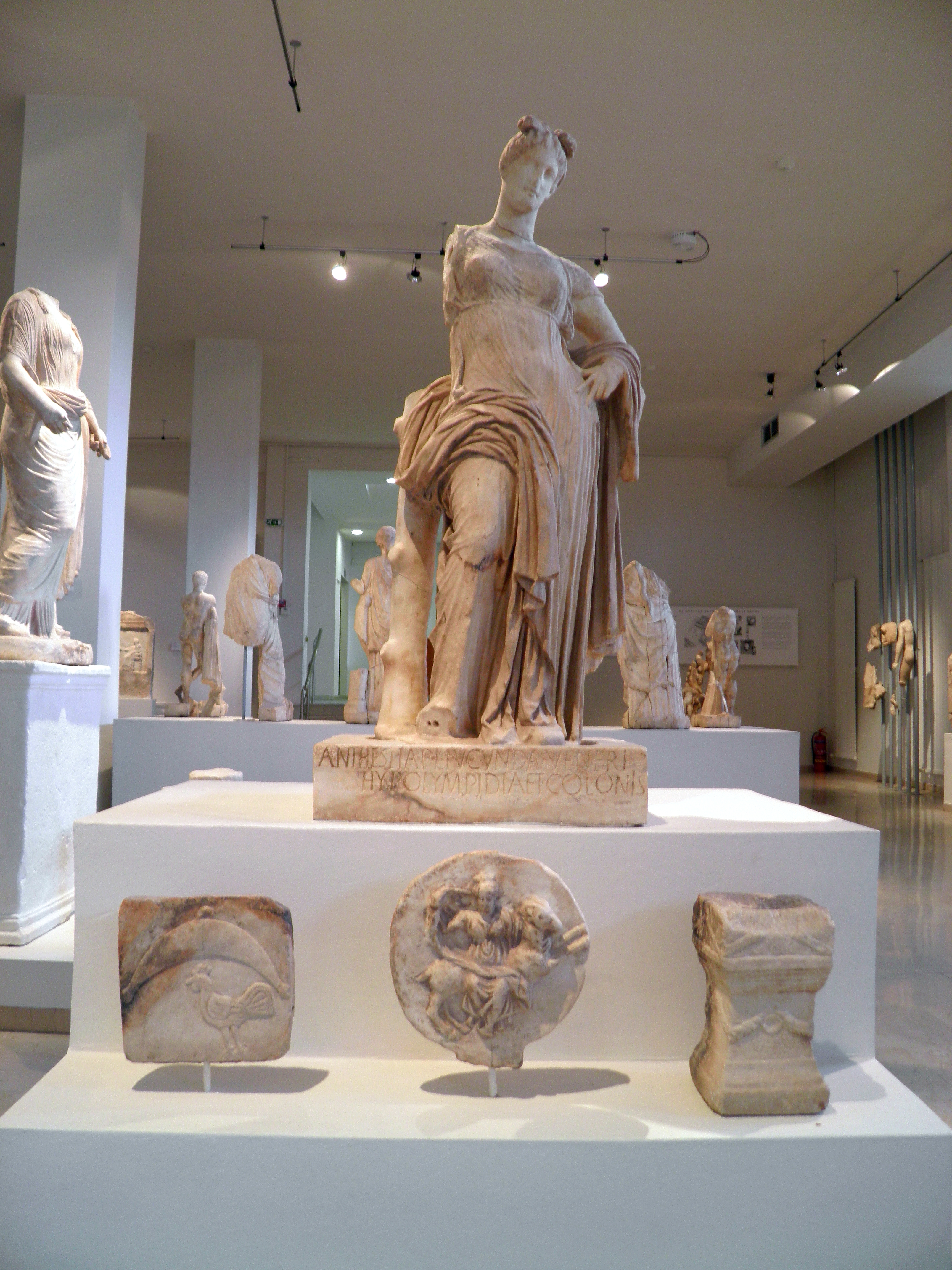
Statue de culte en marbre d'Aphrodite Hypolympidia et offrandes votives.

Le rez-de-chaussée présente également des vestiges et objets trouvés sur les sites des premières basiliques chrétiennes, ainsi qu'une remarquable collection numismatique.

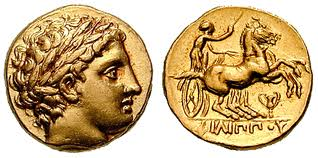
Statère d'or au nom de Philippe II.

Parmi les monnaies remarquables, on trouve un statère en or de Philippe II, figurant une tête d'Apollon et un char de course à deux chevaux, ainsi qu'un tétradrachme en argent d'Alexandre le Grand et une tête d'Héraclès et de Zeus Olympien.
Le sous-sol du musée est consacré à des objets témoignant de la vie quotidienne des habitants de l'ancienne Dion, et comprend également de statues et objets de culte provenant des environs. Le musée possède une large sélection de céramique, de clés et de serrures anciennes et aussi d'outils de travail de la pierre comme des marteaux et des ciseaux. Des mosaïques remarquables ont été découvertes dans le complexe connu sous le nom de maison de Dionysos.
Sur une dalle de pierre se trouvent également les vestiges d'un accord d'alliance entre le roi macédonien Philippe V et les citoyens de Lysimachia en Thrace.

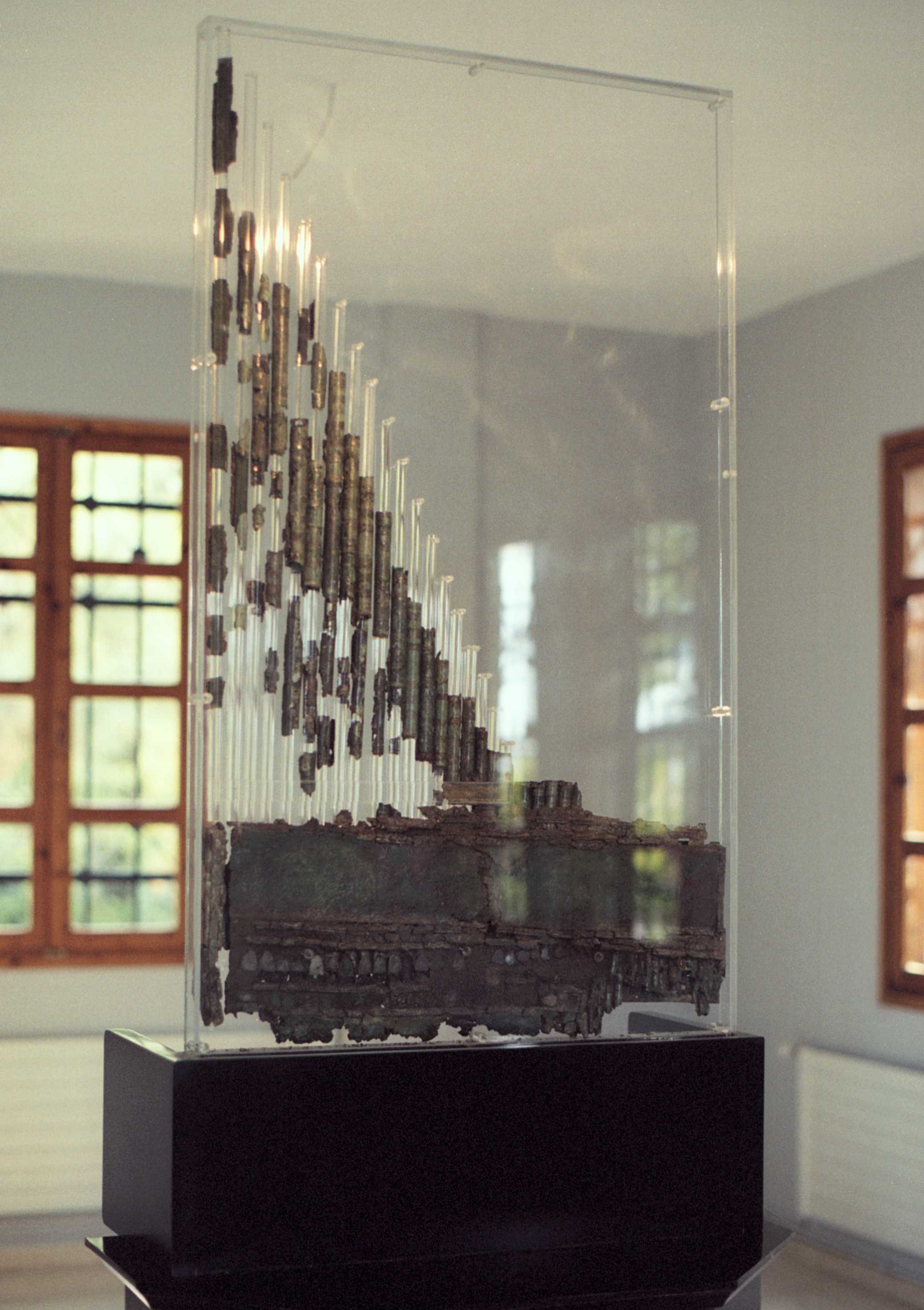
L'hydraule de Dion.

Sont notables la mosaïque de Dionysos, issue de la villa du même nom, et l'hydraule ou orgue hydraulique, auquel est dédiée une salle à l'étage. C'est le premier orgue de ce type découvert en Grèce et le plus ancien trouvé à ce jour au monde. L'orgue hydraulique a été décrit par Héron d'Alexandrie et Vitruve.

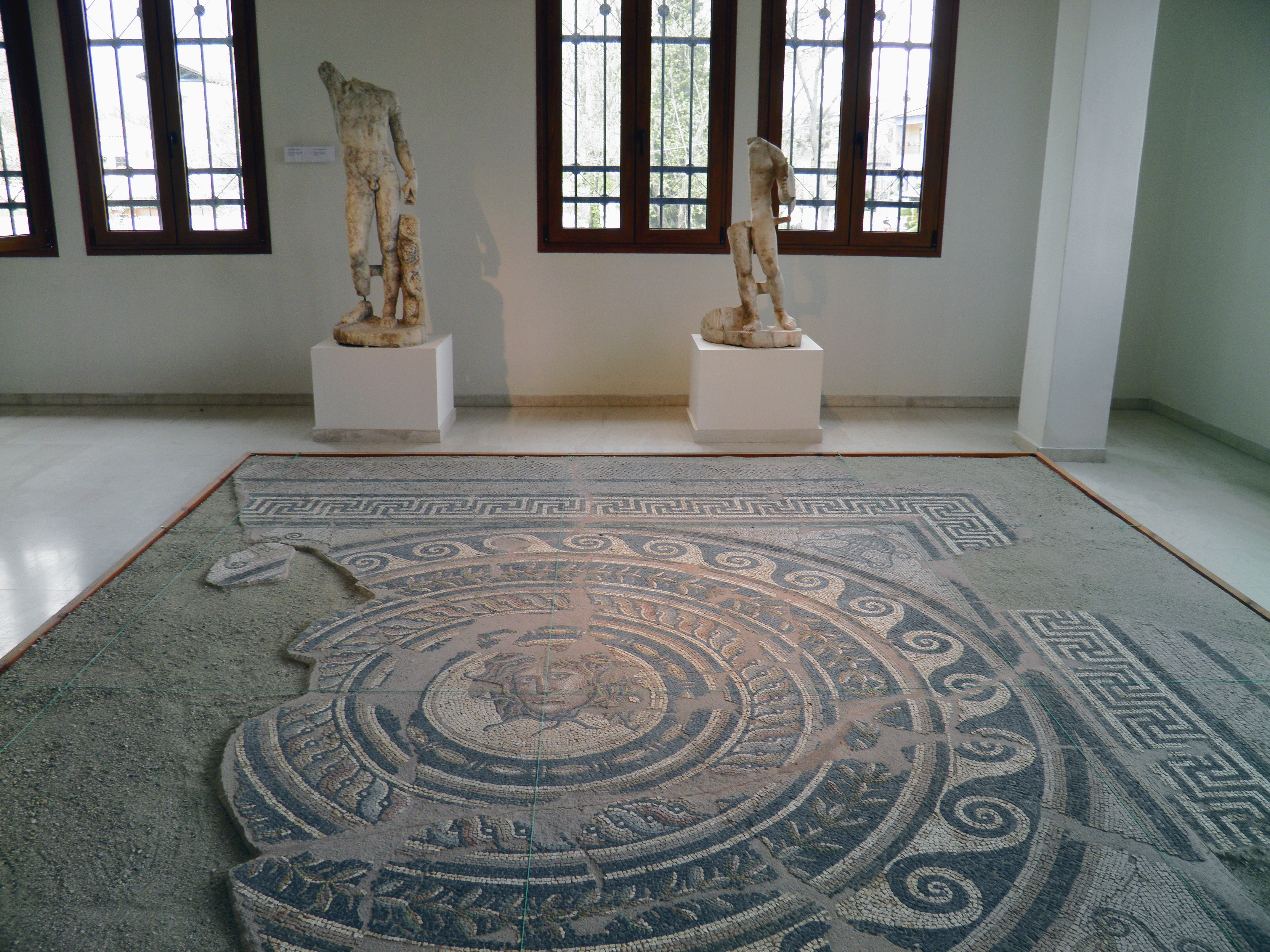
Sol en mosaïque de la villa de Dionysos, représentant une tête de Méduse.

## Ville antique de Dion

### Grands Thermes et sanctuaire d'Asclépios

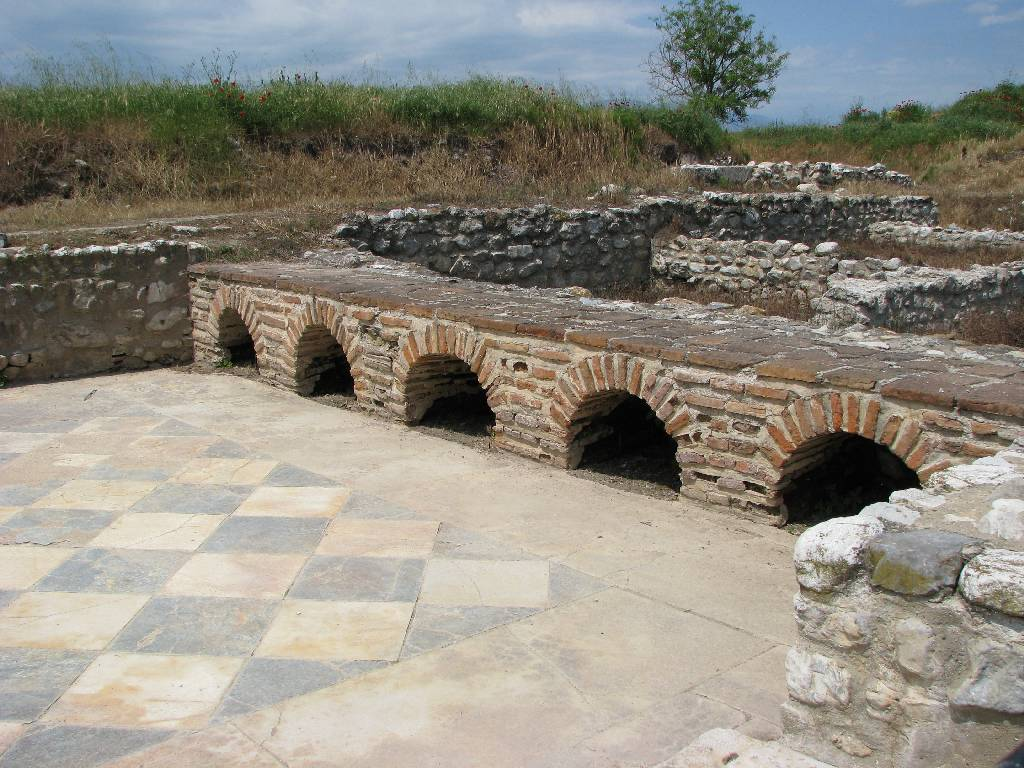
Grands Thermes de l'antique Dion.

Parmi les vestiges des Grands Thermes se trouvaient plusieurs statues représentant Asclépios, guérisseur et protecteur du corps, et des membres de sa famille. À côté de sa femme Épione se trouvaient des statues de ses fils Podalire et Machaon, et de ses filles Hygie, Panacée, Acéso et Iaso.

### Sanctuaire d'Isis

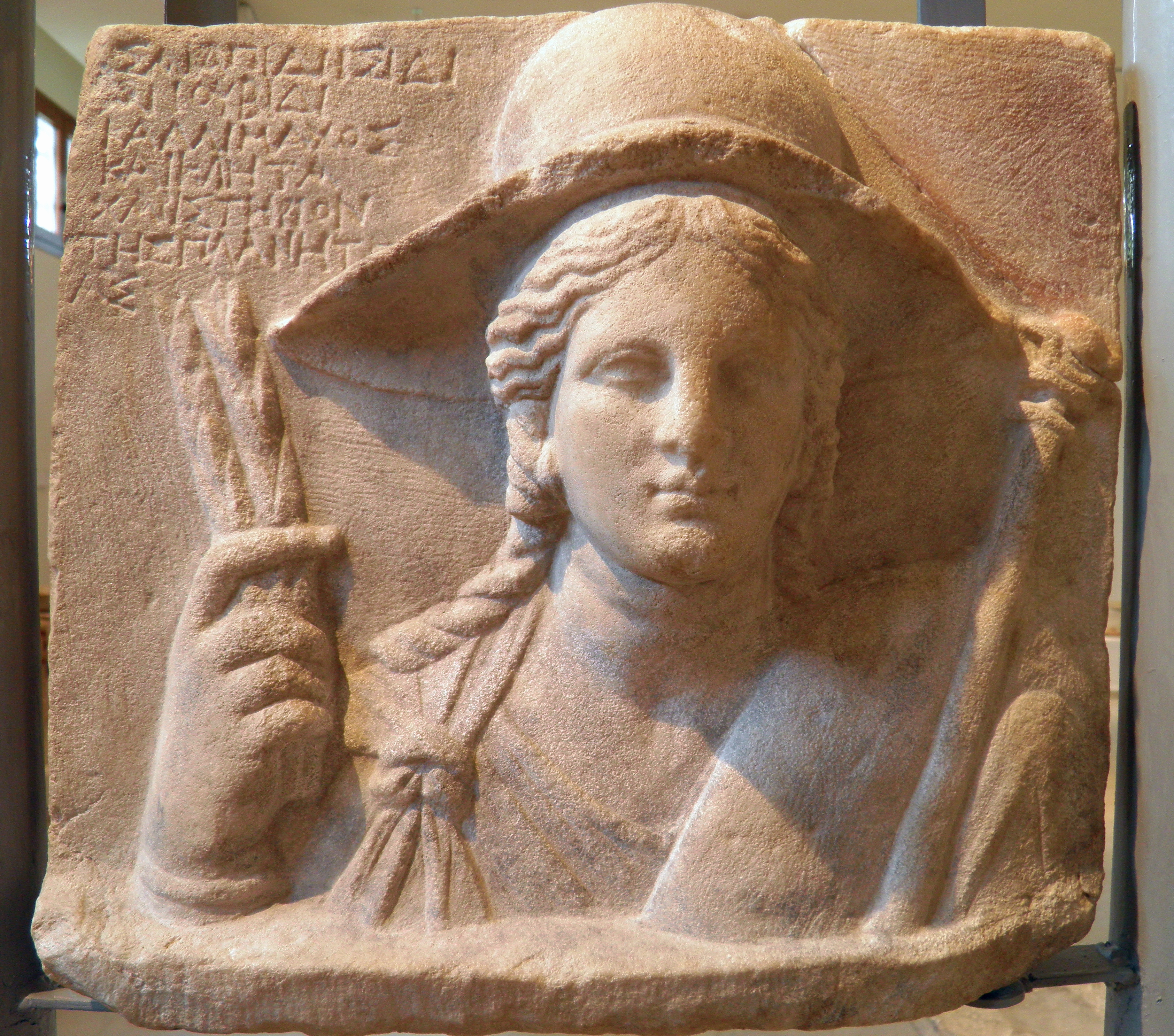
Relief d'Isis-Déméter, provenant du sanctuaire d'Isis, époque hellénistique.

À partir du IIe siècle av. J.-C., le culte d'Isis remplace celui d'Artémis. On y trouve des statues d'Isis Tyché, d'Isis Lochia, déesse de la naissance, et d'Aphrodite Hypolympidia. Une statue de Julia Phrougiane Alexandra trône, avec des statuettes d'Harpocrate, compagne d'Isis, et des tables de pierre sur lesquelles sont représentées des empreintes de pas de différentes tailles (peut-être des hommes et des femmes). Outre les représentations de personnages, on a découvert la partie supérieure d'un cadre de puits, ainsi que des objets de culte, comme une meule, un pressoir à fruits et un petit autel.

### Sanctuaire de Déméter
C'est le sanctuaire le plus ancien de Dion à ce jour, remontant au VIe siècle av. J.-C.. Sur le site ont été retrouvés des objets de culte, des figurines en argile, des lampes, des vases et des monnaies. Sont exposées dans le musée des fragments de statues de différentes époques. Ainsi, une tête de Déméter du IVe siècle av. J.-C. et une tête d'Aphrodite du Ier siècle. Une copie romaine d'une statue d'Artémis (original du IVe siècle av. J.-C.) a été trouvée dans la source de la rivière Baphyras et est exposée sous la désignation d'Artémis Baphyria.

### Sanctuaire de Zeus Olympien
De ce sanctuaire proviennent une statue de Persée, dernier roi de Macédoine (règne de 179 à 168 av. J.-C.) et des plaques de pierre portant des inscriptions.

#### Lettre du roi Antigone Gonatas à Agasikle
Les seize lignes de la lettre, datée du IIIe siècle av. J.-C., traitent d'un différend entre Nouménios et ses enfants sur l'utilisation et la possession d'un grand terrain.

#### Lettre de Philippe V

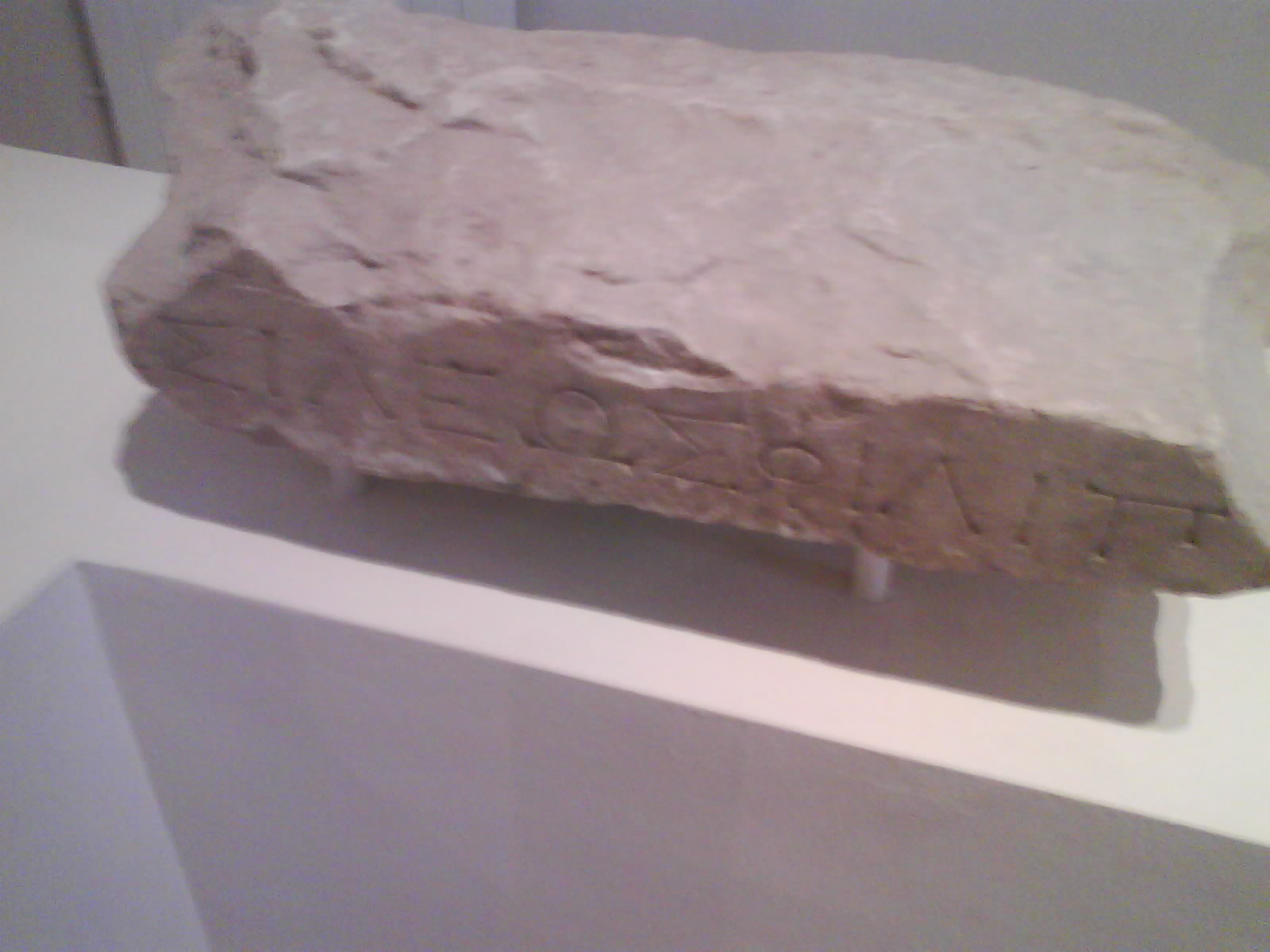
Inscription : [ΒΑ]ΣΙΛΕΩΣ ΦΙΛΙΠ[ΠΟΥ] (... du roi Philippe)

Une lettre du roi Philippe V à Euryloque, magistrat de Dion, datée de 180 av. J.-C., demande de reconnaître le statut religieux de la ville de Cyzique en Asie Mineure en tant que lieu de culte. À cette époque, un lieu de culte n'était soumis à aucune règle séculière.

#### Alliance entre Philippe V et les habitants de Lysimacheia
Fragments d'une tablette écrite (vers 200 av. J.-C.) confirmant une alliance entre le roi Philippe V et les citoyens de Lysimachia, avec un serment prêté par les ambassadeurs de la cité de Lysimachia. Un autre fragment fait référence à une condition de l'alliance stipulant l'interdiction pour les deux parties signataires de s'allier avec l'un des camps ennemis de l'une ou de l'autre.

#### Lettre de Philippe V aux cités thessaliennes
Le roi Philippe V (206-205 av. J.-C.) s’adresse aux citoyens des cités thessaliennes de Phères et Démétrias pour définir la limite entre les deux cités en fonction de conditions locales spécifiques.

#### Alliance entre le roi Persée et les Béotiens
Il s'agit de la confirmation d'une alliance entre le roi Persée et les Béotiens (172 av. J.-C.), par laquelle Persée promet son soutien contre les Romains.
L'historien romain Tite-Live note que ce pacte a été écrit sur trois stèles de pierre. L'une d'elles se trouvait à Thèbes, capitale de la Béotie. Une deuxième stèle se trouvait à Delphes et une troisième dans un lieu célèbre dont le nom n'a pas été transmis. La découverte à Dion de cette troisième stèle manquante témoigne de l'importance de la ville à cette époque.

### Sanctuaire de Zeus Hypsistos
Les objets exposés de ce sanctuaire sont des statues cultuelles de Zeus et d'Héra, ainsi que deux statuettes en pierre d'aigles assis.